# Calathotarsus simoni
La araña albañil (Calathotarsus simoni) es una de las 4 especies que integran el género de arañas migalomorfas Calathotarsus, el cual se incluye en la familia de los mígidos. Se distribuye en sierras en el centro-este del Cono Sur de Sudamérica. 

## Taxonomía
Descripción original
Esta especie fue descrita originalmente en el año 1975 por las zoólogas Rita Delia Schiapelli y Berta S. Gerschman de Pikelín.
Localidad tipo
La localidad tipo referida es: “cerro Negro, Estancia Las Espadañas, sierra de la Ventana, partido de Tornquist, Buenos Aires, Argentina”.
Holotipo
El ejemplar holotipo designado es el catalogado como: MACN-Ar 6696; se trata de un macho adulto, el cual fue capturado en abril de 1974 por Césari y Domínguez. Se encuentra depositado en la colección de aracnología del Museo Argentino de Ciencias Naturales Bernardino Rivadavia-CONICET (MACN), ubicado en la ciudad de Buenos Aires, capital de la Argentina.
Etimología
Etimológicamente, el epíteto específico simoni es un epónimo que refiere al apellido de la persona a quien fue dedicada, el reconocido aracnólogo francés Eugène Louis Simon, quien fue el autor original del género de esta especie.

### Historia taxonómica y caracterización
Durante más de cuatro décadas, las arañas del género Calathotarsus que vivían en el sistema de Tandilia fueron referidas a C. simoni, hasta que en el año 2019 dichas poblaciones fueron separadas en una especie diferente: C. fangioi, al encontrar que ambos linajes poseen diferencias tanto morfológicas como moleculares (utilizando marcadores mitocondriales y nucleares). Ambos taxones son los únicos mígidos que habitan en la Argentina; del mismo modo, en toda la porción sudamericana ubicada al oriente de la cordillera de los Andes, de la familia solo se encuentran estas dos especies.
El macho de Calathotarsus simoni presenta una coloración superior en donde el caparazón, quelíceros, coxas y trocánter de las patas son rojizas o naranja oscuro; las patas son oscuras; el abdomen es completamente oscuro. La hembra posee el caparazón y las patas de color marrón claro, siendo el abdomen gris claro.

## Distribución y hábitat
Esta especie se distribuye de manera endémica en el centro-este del Argentina, siendo exclusiva de un conjunto orográfico, situado en el sudoeste de la provincia argentina de Buenos Aires, denominado sistema de Ventania, compuesto por serranías naturalmente cubiertas por pastizales rocosos, habitando en altitudes por sobre los 400 m s. n. m..
Ecorregionalmente, su geonemia pertenece a la ecorregión terrestre pampas semiáridas. Fitogeográficamente, está adscripta al distrito fitogeográfico pampeano austral de la provincia fitogeográfica pampeana, una de las secciones en que se divide el dominio fitogeográfico chaqueño, la que cubre las llanuras orientales del Cono Sur americano.
Es una especie muy difícil de encontrar, lo que se suma a su rareza, ya que exige condiciones microclimáticas muy particulares, al vivir en pendientes pronunciadas, sombreadas y húmedas, asociando sus madrigueras a algunas especies particulares de musgos. Su situación de conservación se ha agravado porque su hábitat está siendo alterado a causa de la invasión de pinos, nativos del hemisferio norte.